# Oporto
Oporto (en portugués, Porto [ˈpoɾtu]ⓘ) es el tercer municipio más poblado de Portugal, después de Lisboa y la vecina Vila Nova de Gaia. Tenía 231 828 habitantes en 2021. Su densidad de población es de 5565 habitantes/km². Contornan el núcleo central de la ciudad de Oporto la subregión de Gran Oporto y, de manera más amplia, el Área Metropolitana de Oporto, que forma su área metropolitana de 2 959 045 habitantes.[cita requerida] Se encuentra en el norte del país, en la ribera derecha del Duero en su desembocadura en el océano Atlántico. Es sede del distrito homónimo, en la Región Norte de Portugal.
El municipio de Oporto tiene siete freguesias (literalmente, 'feligresías', equivalentes a parroquias, a pedanías, o a distritos en las grandes ciudades). Limita al norte con Matosinhos y Maia, al este con Gondomar, al sur con el río Duero y Vila Nova de Gaia, y al oeste con el océano Atlántico.
Como muchas ciudades europeas, Oporto es una ciudad antigua, que cuenta con un amplio patrimonio histórico, aunque durante las últimas décadas ha sido sometida a una amplia modernización. Cuenta con el metro más largo de Portugal, que cubre no solo el centro, sino también zonas de su área metropolitana, como Senhora da Hora o Maia. Asimismo, el Aeropuerto Internacional Sá Carneiro ha sido recientemente ampliado para permitir una capacidad de 16 millones de pasajeros anuales.
Desde muy antiguo hay una rivalidad entre Lisboa y Oporto. Dicen que esta ciudad tiene un cierto aire británico, desde que se asentaron allí comerciantes de vino ingleses. Un refrán popular reza: «Lisboa se divierte, Coímbra estudia, Braga reza y Oporto trabaja».
Su centro histórico fue declarado Patrimonio de la Humanidad por la Unesco en 1996. Otros atractivos turístico-culturales son la torre de los Clérigos, realizada por Nicolau Nasoni, la Casa de la Música y la Fundación Serralves, dedicada al arte contemporáneo y que es el museo más visitado de Portugal. En el margen sur del río Duero se encuentran las famosas bodegas de vinos, aunque este sector ya no pertenece al término municipal de Oporto, sino a Vila Nova de Gaia. Dista de la frontera gallega unos 140 km, que pueden recorrerse por autopista.
Tanto el país como el vino de Oporto deben sus nombres a la ciudad, que a su vez significa «el puerto». Por su pujanza cultural, demográfica e industrial es considerada como la «Capital del Norte» de Portugal.

## Símbolos
La aprobación del escudo heráldico, el sello y la bandera del ayuntamiento fue publicada el 25 de abril de 1940 en el Diário do Governo.

## Historia

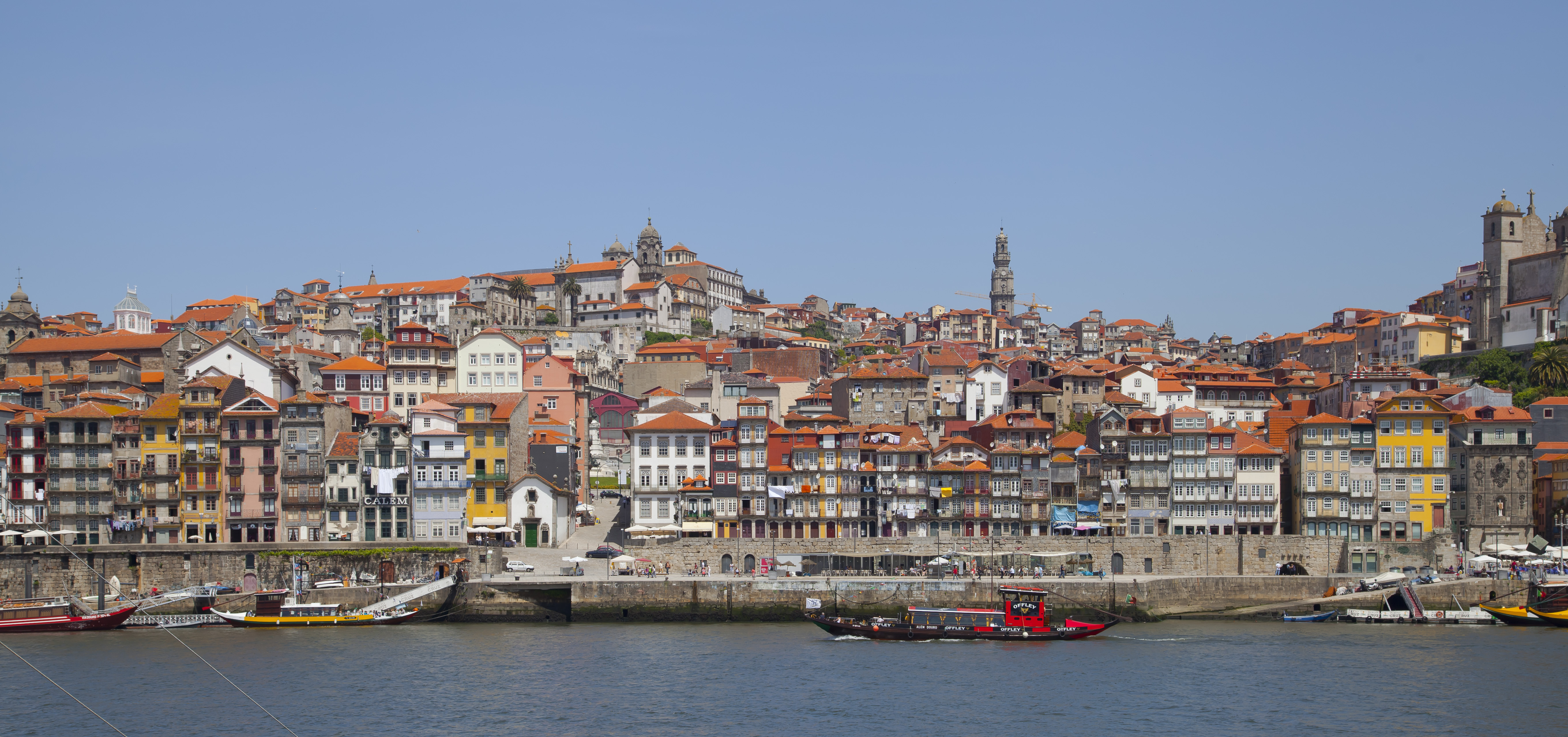
Vista de Oporto desde la otra orilla del Duero

La leyenda cuenta que Cale era el nombre de uno de los argonautas griegos, que llegó hasta aquí en un viaje que hizo y en el que fundó un enclave comercial.[cita requerida]
Se sabe que Cale era un pequeño asentamiento que ya conocían los griegos situado en la orilla izquierda del Duero, cerca de su desembocadura; tenía muy malas condiciones para la navegación por lo que los romanos trasladaron la ciudad a un lugar de mejores condiciones donde se pudiera construir un puerto. Durante las invasiones bárbaras, Cale pasaría a control suevo.
Hacia el 417 los alanos invadieron el territorio de los suevos, empujándolos hasta la orilla derecha del Duero donde hoy se sitúa Oporto. Los alanos, sin embargo, no llegarían a conquistar la villa. Hermerico I, el rey suevo de Galicia, fortificó un castillo en la colina de Pena Ventosa, construyendo en su interior viviendas para las tropas. A este burgo se le llamó Cale Castrum Novum (castillo nuevo de Cale) adquiriendo la denominación de civitas. En la base de esa colina se situaba Portus Cale (puerto de Cale, actual Ribeira), que dio origen al nombre Portucale, que pasaría a designar también a la ciudad alta a partir de finales del s. V d. C.. Otro castillo, situado en la orilla de Vila Nova de Gaia, quedó como defensa avanzada de Cale. Ambos castillos figuran desde hace siglos en el escudo de armas de Oporto, situados a los lados de la Virgen María, protectora del burgo desde siempre y razón por la que la ciudad también es conocida en Portugal como: «ciudad de la Virgen».
Tras la conquista musulmana de la península ibérica, Oporto fue reconquistada y poblada por la nobleza y puebla gallega desde 868. En esta región fue establecido el Condado Portucalense que perteneció al Reino de Galicia, dependiente a su vez del Reino de Léon. La diócesis de Oporto fue restaurada definitivamente en 1112-1114 con la llegada desde Compostela del obispo Hugo. El 1123 se fundó oficialmente la ciudad de Oporto. El Condado se independizó dando lugar al Reino de Portugal en 1139. Dicho condado se extendía desde el Miño hasta el Duero. Alfonso VI otorgó este condado a su hija bastarda Teresa, casada con Enrique de Borgoña. El hijo de ambos fue el primer rey independiente de Portugal, Alfonso Henríques.

## Monumentos y lugares de interés

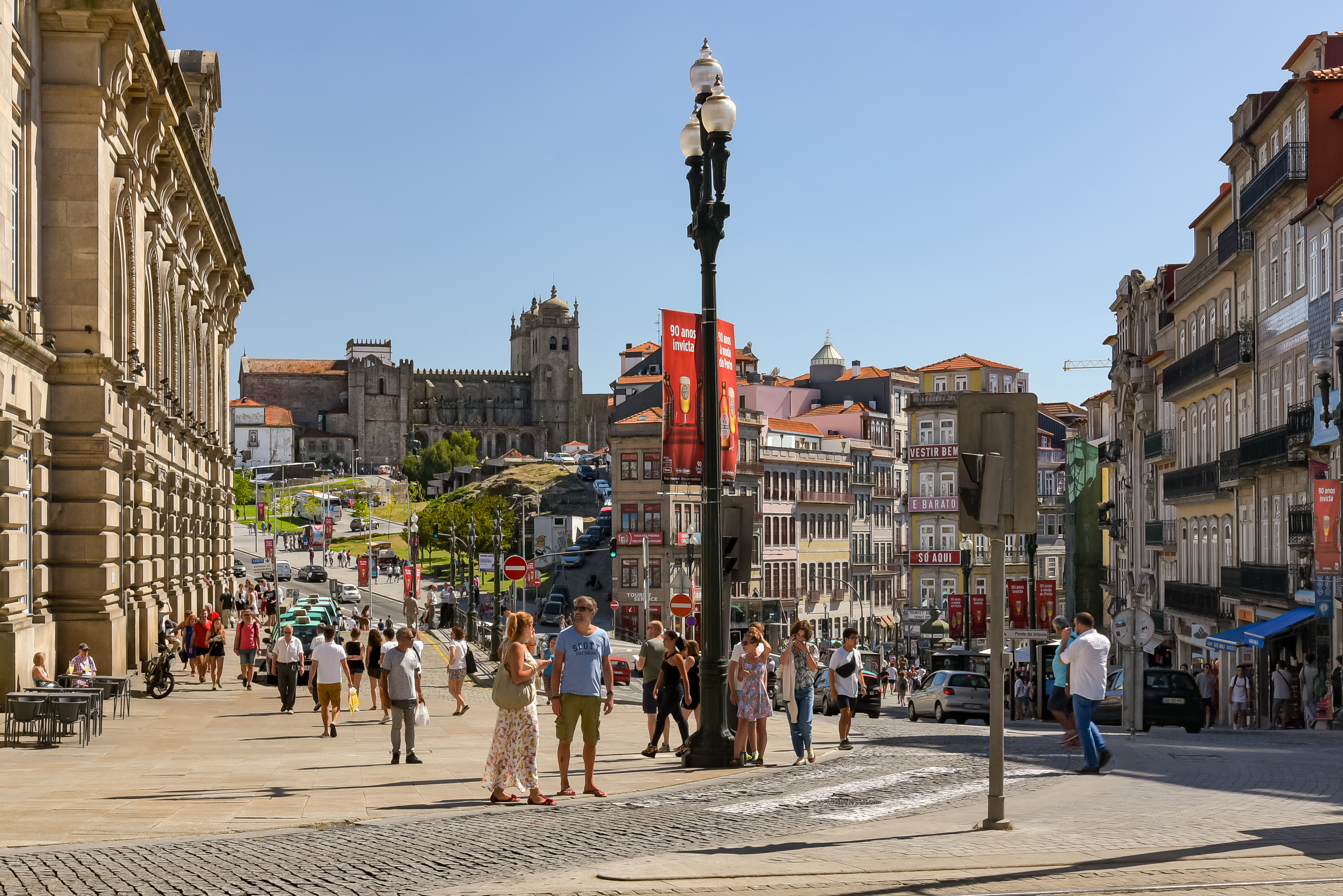
Personas en Oporto

El casco viejo está dentro de la lista del Patrimonio de la Humanidad de la Unesco. Algunos de sus monumentos más importantes son el Palacio de la Bolsa, la Catedral, la Iglesia y Torre de los Clérigos, el Palacio Episcopal, el Ayuntamiento y sus puentes sobre el Duero.

### Ciudad de los puentes
La ciudad de Oporto cuenta con varios puentes importantes:
Ponte das Barcas
El Ponte das Barcas fue el primer puente que se construyó sobre el Duero. La necesidad de establecer un paso hacia la margen sur del río para la circulación de personas y mercancías fue una preocupación permanente a lo largo de los siglos. La travesía del río se hacía con barcos, botes, barcazas, etc. El Ponte das Barcas fue proyectado por Carlos Amarante e inaugurado el 15 de agosto de 1806. En su diseño original se componía de veinte barcas amarradas por cabos de acero que se podía abrir en dos partes para facilitar el tráfico fluvial.
Fue en ese puente donde ocurrió la catástrofe del Ponte das Barcas, en el que murieron miles de víctimas cuando huían, a través del puente, de las cargas de bayoneta de las tropas invasoras francesas del mariscal Soult, el 29 de marzo de 1809.
Ponte Pênsil (Ponte D. María II)
El Ponte Pênsil fue un puente sobre el Duero que unía la ciudad de Oporto con Gaia. El aumento del tráfico entre Gaia y Oporto exigió la construcción de un puente para unir permanentemente ambas márgenes. El Puente Pênsil fue desmantelado tras la construcción del puente Don Luis I. Actualmente siguen en pie los dos pilares y restos de la casa del guarda en el lado de Oporto.

Vista nocturna de la ciudad y del río Duero

Fue un proyecto de los ingenieros Mellet y Bigot. El Ponte Pênsil estaba constituido por dos obeliscos de 18 metros de altura, situados en cada margen del río. De ellos pendían los cabos de suspensión del tablero, que tenía 6 metros de ancho. El vano central era de 150 metros. Ocho cabos, con 220 hilos de hierro cada uno, mantenían el tablero a 10 metros por encima del nivel de las aguas. El Ponte Pênsil abrió al público el 17 de febrero de 1843. En cada extremidad se construyó una casa para los guardias que vigilaban el puente y cobraban el peaje: 5 reales por cada transeúnte, 20 reales por caballo y 40 por carro. Todos estos precios se duplicaban por la noche.
Ponte María Pia

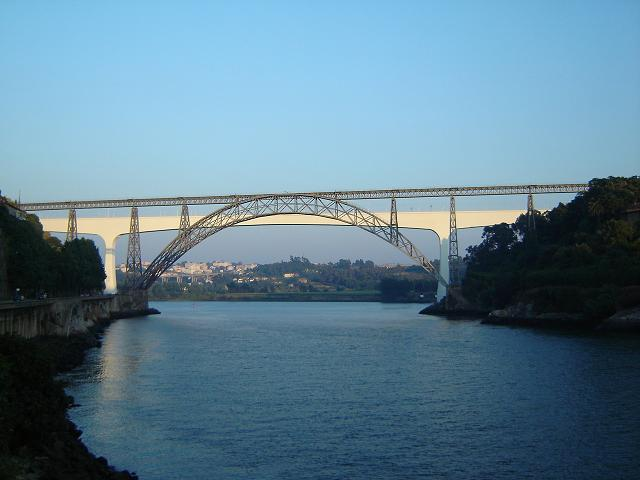
Ponte María Pia, en primer plano. Por detrás, el puente ferroviario São João

El Ponte María Pia, así llamado en honor a María Pía de Saboya es una obra arquitectónica proyectada por el ingeniero Théophile Seyrig y construida entre enero de 1876 y el 4 de noviembre de 1877 por la empresa de Gustave Eiffel. Fue el primer puente ferroviario en unir las dos márgenes del río Duero.
En el último cuarto del siglo XX era evidente que el puente ya no respondía a las necesidades. Está dotado de una sola línea y sólo permitía ir a 20 km/h, con cargas muy limitadas.
Se encuentra en desuso desde la apertura del puente São João, en 1991. Pese a la importancia arquitectónica de la obra, actualmente se encuentra en proceso de degradación debido al abandono causado por la falta de utilización práctica.
Ponte da Arrábida
El puente de Arrábida, proyectada por el ingeniero de puentes Edgar Cardoso, a la fecha de su construcción, en 1963, era el puente con el mayor arco de hormigón del mundo. Tiene 615 m de largo, y una anchura de 27 m. Es el más occidental de todos los puentes que conectan Oporto con Vila Nova de Gaia, estando a corta distancia de la foz del Río Duero.
Ponte do Infante
El puente do Infante así llamado en honor de Enrique el Navegante, que nació en Oporto en el siglo XIV, es la de más reciente construcción de los puentes entre Oporto y Vila Nova de Gaia. Sustituye el tablero superior del Ponde Dom Luiz I desde la construcción del Metro de Oporto.
Ponte Luis I
El puente Luis I, sustituye el antiguo Ponte Pênsil, y fue proyectado por el ingeniero Teófilo Seyrig, el mismo que había ya proyectado el Ponte María Pia. Su característica más destacable, es el hecho de tener dos tableros. Actualmente por el tablero superior cruza la línea amarilla del Metro de Oporto, y el inferior está abierto al tráfico rodado.
Ponte do Freixo
Es el más oriental de los puentes que conectan la ciudad Oporto y la ciudad de Vila Nova de Gaia. Mide aprox. 3 km con un ancho de 150m.

## Demografía
| Gráfica de evolución demográfica de Porto entre 1864 y 2021 |
|                                                             |
| Datos según el nomenclátor publicado por el INE portugués.  |

### Organización territorial
Las freguesias de Oporto son las siguientes:
- Aldoar, Foz do Douro e Nevogilde
- Bonfim
- Campanhã
- Cedofeita, Santo Ildefonso, Sé, Miragaia, São Nicolau e Vitória
- Lordelo do Ouro e Massarelos
- Paranhos
- Ramalde

## Geografía

### Clima
La ciudad de Oporto tiene un clima mediterráneo con influencia oceánica (Csb) según la clasificación de Köppen-Geiger. En invierno las temperaturas varían entre los 5 °C y los 14 °C y rara vez bajan los 0 °C. Durante esta estación alternan períodos lluviosos con días fríos y despejados. En verano las temperaturas varían entre los 15 °C y los 25 °C y ocasionalmente pueden registrarse temperaturas superiores a 35 °C. No obstante, temperaturas por encima de los 30 °C son bastante raras debido a la proximidad de la ciudad con el océano. Por su situación geográfica, períodos más frescos y con precipitaciones pueden ser comunes en verano. La baja amplitud térmica se debe a la proximidad del océano Atlántico y a la presencia de la corriente del Golfo.
| Parámetros climáticos promedio de Oporto-Fontainhas (normales 1981–2010, extremos 1981–2007, horas de sol y humedad 1961–1990) | Parámetros climáticos promedio de Oporto-Fontainhas (normales 1981–2010, extremos 1981–2007, horas de sol y humedad 1961–1990) | Parámetros climáticos promedio de Oporto-Fontainhas (normales 1981–2010, extremos 1981–2007, horas de sol y humedad 1961–1990) | Parámetros climáticos promedio de Oporto-Fontainhas (normales 1981–2010, extremos 1981–2007, horas de sol y humedad 1961–1990) | Parámetros climáticos promedio de Oporto-Fontainhas (normales 1981–2010, extremos 1981–2007, horas de sol y humedad 1961–1990) | Parámetros climáticos promedio de Oporto-Fontainhas (normales 1981–2010, extremos 1981–2007, horas de sol y humedad 1961–1990) | Parámetros climáticos promedio de Oporto-Fontainhas (normales 1981–2010, extremos 1981–2007, horas de sol y humedad 1961–1990) | Parámetros climáticos promedio de Oporto-Fontainhas (normales 1981–2010, extremos 1981–2007, horas de sol y humedad 1961–1990) | Parámetros climáticos promedio de Oporto-Fontainhas (normales 1981–2010, extremos 1981–2007, horas de sol y humedad 1961–1990) | Parámetros climáticos promedio de Oporto-Fontainhas (normales 1981–2010, extremos 1981–2007, horas de sol y humedad 1961–1990) | Parámetros climáticos promedio de Oporto-Fontainhas (normales 1981–2010, extremos 1981–2007, horas de sol y humedad 1961–1990) | Parámetros climáticos promedio de Oporto-Fontainhas (normales 1981–2010, extremos 1981–2007, horas de sol y humedad 1961–1990) | Parámetros climáticos promedio de Oporto-Fontainhas (normales 1981–2010, extremos 1981–2007, horas de sol y humedad 1961–1990) | Parámetros climáticos promedio de Oporto-Fontainhas (normales 1981–2010, extremos 1981–2007, horas de sol y humedad 1961–1990) |
| Mes | Ene. | Feb. | Mar. | Abr. | May. | Jun. | Jul. | Ago. | Sep. | Oct. | Nov. | Dic. | Anual |
| --- | --- | --- | --- | --- | --- | --- | --- | --- | --- | --- | --- | --- | --- |
| Temp. máx. abs. (°C) | 23.3 | 23.2 | 28.5 | 30.2 | 34.1 | 38.7 | 40.3 | 40.9 | 36.9 | 32.2 | 26.3 | 24.8 | 40.9 |
| Temp. máx. media (°C) | 13.8 | 15.0 | 17.4 | 18.1 | 20.1 | 23.5 | 25.3 | 25.7 | 24.1 | 20.7 | 17.1 | 14.4 | 19.6 |
| Temp. media (°C) | 9.5 | 10.4 | 12.6 | 13.7 | 15.9 | 19.0 | 20.6 | 20.8 | 19.5 | 16.4 | 13.0 | 10.7 | 15.2 |
| Temp. mín. media (°C) | 5.2 | 5.9 | 7.8 | 9.1 | 11.6 | 14.5 | 15.9 | 15.9 | 14.7 | 12.2 | 8.9 | 6.9 | 10.7 |
| Temp. mín. abs. (°C) | -3.3 | -2.8 | -1.6 | 0.1 | 3.3 | 5.6 | 9.5 | 8.0 | 5.5 | 1.4 | -0.3 | -1.2 | -3.3 |
| Precipitación total (mm) | 147.1 | 110.5 | 95.6 | 117.6 | 89.6 | 39.9 | 20.4 | 32.9 | 71.9 | 158.3 | 172.0 | 181.0 | 1237 |
| Horas de sol | 124.0 | 129.0 | 192.0 | 217.0 | 258.0 | 274.0 | 308.0 | 295.0 | 224.0 | 184.0 | 139.0 | 124.0 | 2468 |
| Humedad relativa (%) | 81.0 | 80.0 | 75.0 | 74.0 | 74.0 | 74.0 | 73.0 | 73.0 | 76.0 | 80.0 | 81.0 | 81.0 | 76.8 |
| Fuente n.º 1: IPMA | | | | | | | | | | | | | |
| Fuente n.º 2: NOAA | | | | | | | | | | | | | |

### Comunicaciones
Transporte urbano

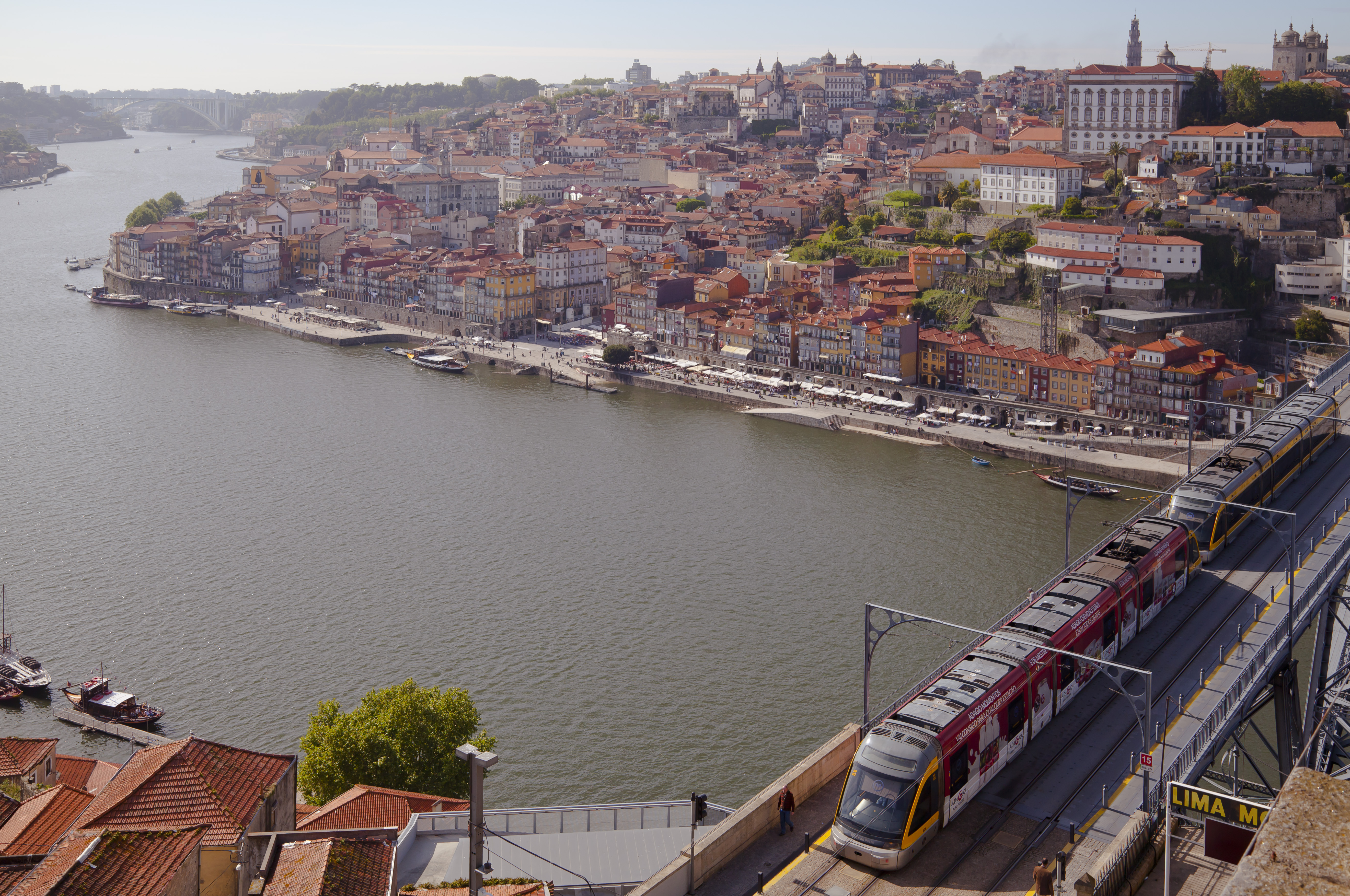
Línea D del metro

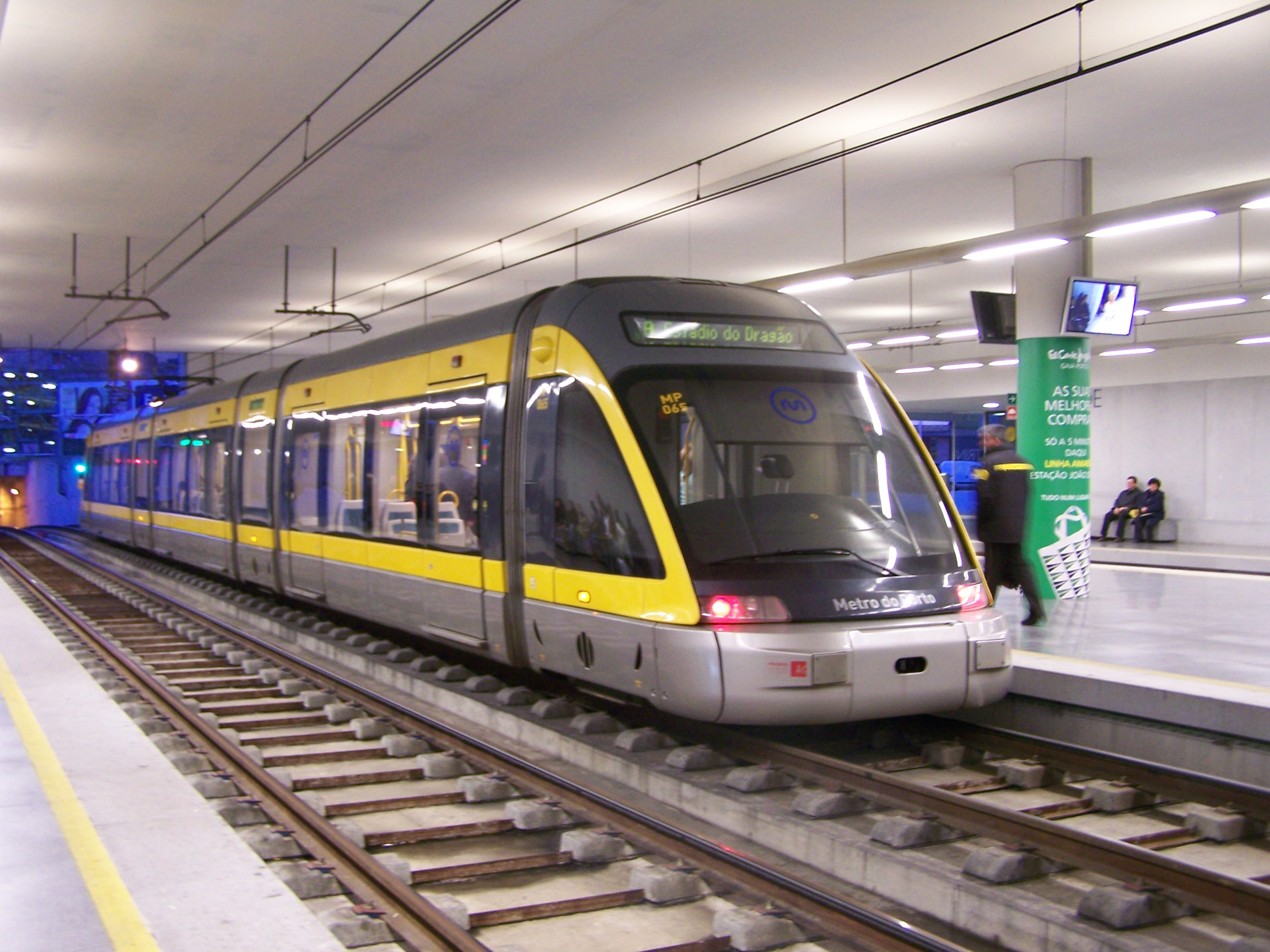
Estación de Trinidad del Metro de Oporto

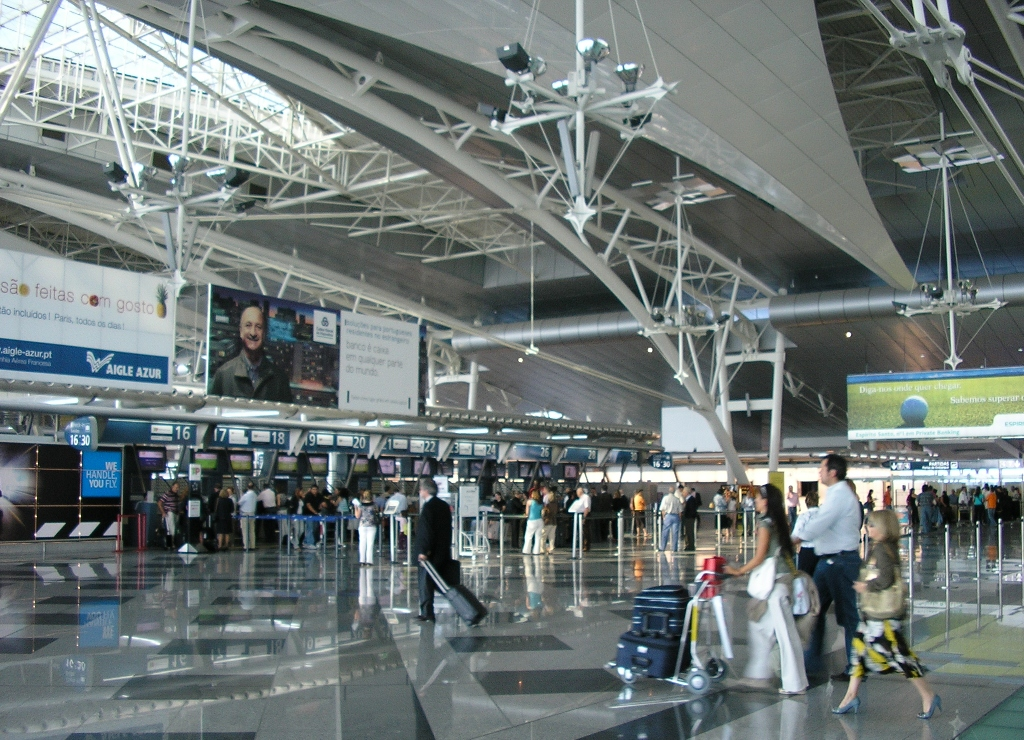
Aeropuerto Sá Carneiro

El transporte público en la ciudad de Oporto se remonta al año 1872, fecha en que la Compañía Carril Americano de Oporto inició su operación en Portugal. Un año después fue creada la Compañía Ferrocarriles de Oporto. La fusión de las dos empresas dio origen a la Sociedad de Transportes Colectivos de Oporto (conocida por sus siglas, STCP), que tomó su actual designación en 1946. La STCP tiene a su cargo el manejo de los autobuses y el de las líneas de tranvía que subsistieron a la época dorada de estos transportes; hoy, algunos están en restauración en la parte baja de la ciudad.
La gestión de la red de metropolitano es efectuada por la empresa del metro de Oporto. Esta posee en total 68 estaciones distribuidas a lo largo de 60,0 km de líneas comerciales en vía doble, con 8 km de red subterránea, dispuestas por toda la metrópoli, lo que la convierte en la mayor red metropolitana de transporte público de masas en Portugal. El funicular dos Guindais, operado por el metro de Oporto, es un funicular que se encuentra en una escarpa y que conecta, de forma rápida, la zona de Batalha con la avenida Gustavo Eiffel, en la ribera.
| Metro de Oporto | Metro de Oporto                          | Metro de Oporto | Metro de Oporto | Metro de Oporto          | Metro de Oporto            |
| --------------- | ---------------------------------------- | --------------- | --------------- | ------------------------ | -------------------------- |
| Línea           | Línea                                    | longitud (km)   | Estaciones      | Inauguración             | Vehículo                   |
|                 | Estádio do Dragão ↔ Senhor de Matosinhos | 15,6            | 23              | 7 de diciembre de 2002   | Flexity Outlook (Eurotram) |
|                 | Estádio do Dragão ↔ Póvoa de Varzim      | 33,6            | 35              | 13 de marzo de 2005      | Flexity Swift (Tram-train) |
|                 | Campanhã ↔ ISMAI                         | 19,6            | 24              | 30 de julio de 2005      | Flexity Swift (Tram-train) |
|                 | Hospital São João ↔ Santo Ovídio         | 9,2             | 16              | 18 de septiembre de 2005 | Flexity Outlook (Eurotram) |
|                 | Estádio do Dragão ↔ Aeroporto            | 16,7            | 21              | 27 de mayo de 2006       | Flexity Outlook (Eurotram) |
|                 | Fânzeres ↔ Senhora da Hora               | 17,4            | 24              | 2 de enero de 2011       | Flexity Outlook (Eurotram) |
|                 | Ribeira ↔ Batalha                        | 0,3             | 2               | 19 de febrero de 2004    | Funicular dos Guindais     |

Transporte interurbano y regional

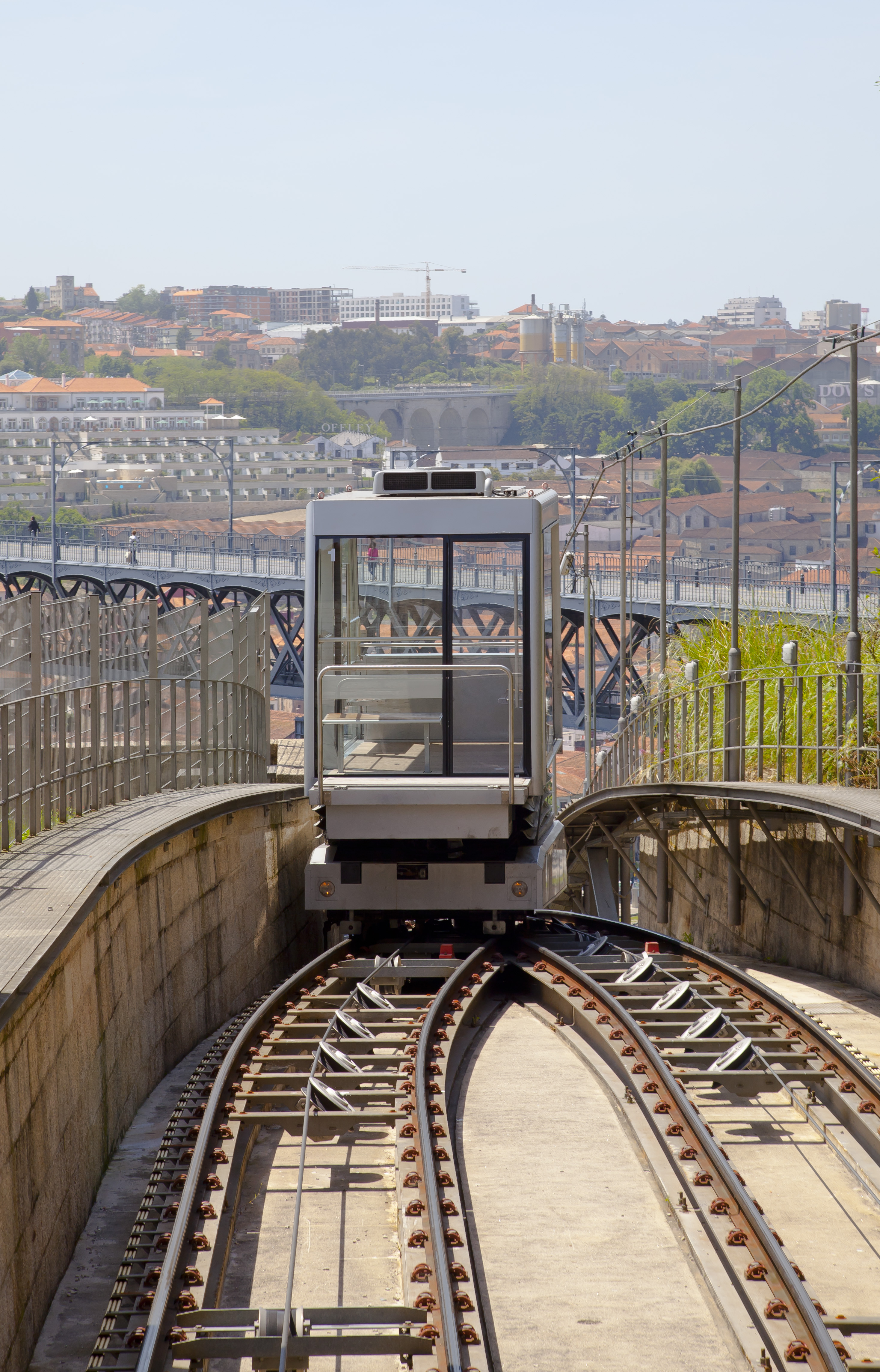
Funicular dos Guindais

La ciudad dispone, además, de una red ferroviaria interurbana operada por Trenes de Portugal: líneas de Aveiro, Braga, Guimarães y Penafiel.
Transporte internacional por carretera o ferrocarril
Hacia España, con destino a Vigo y Madrid, parten autobuses de ALSA y Autna. También parten trenes de CP con destino a Vigo.
Transporte aéreo
El Aeropuerto Internacional Francisco Sá Carneiro, tras ser radicalmente reconstruido, rápidamente se convirtió en el segundo aeropuerto portugués con mayor tráfico aéreo, con una zona de influencia que se extiende por el noroeste de la península ibérica, siendo hoy un aeropuerto funcional de arquitectura contemporánea con capacidad para recibir hasta 16 millones de pasajeros por año.

## Economía

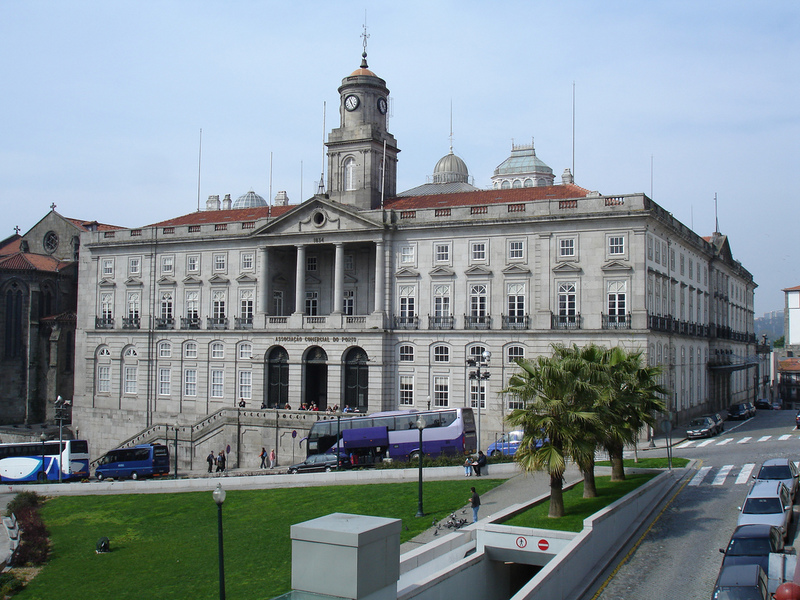
Bolsa de Valores de Oporto

Las relaciones económicas de Oporto con el valle del Duero están bien documentadas desde la Edad Media. Nueces, frutos secos y aceite de oliva sustentaron un próspero comercio entre Oporto y la región. De Oporto, estos productos eran exportados a mercados del Viejo y Nuevo Mundo. Sin embargo, el gran impulso al desarrollo de las relaciones comerciales interregionales vino de la agroindustria del vino de Oporto. Esta actividad marcó decididamente la relación de complementariedad entre el gran centro urbano del litoral y la región contigua de enorme potencial agrícola, particularmente consagrada a la producción de vinos fortificados de gran calidad.
El desarrollo económico de Oporto estuvo siempre íntimamente ligado a la margen sur del Duero, Vila Nova de Gaia, parte integrante de sus términos hasta 1834, donde se establecieron las cavas para el envejecimiento de los vinos finos del Alto Douro.
Oporto siempre rivalizó con Lisboa en poder económico. La clase rica de industriales de la región creó, a mediados del siglo XIX, la poderosa Asociación Industrial Portuense, hoy Asociación Empresarial de Portugal. La antigua Bolsa de Oporto se convirtió en la mayor Bolsa de Derivados de Portugal, al fusionarse con la Bolsa de Lisboa, creando la Bolsa de Valores de Lisboa y Oporto. En 2002, la BVLP (por sus siglas en portugués) acabó por integrarse a Euronext, junto con bolsas de Bélgica, Francia, Países Bajos y el Reino Unido. El edificio que albergó durante mucho tiempo la bolsa portuense, el Palacio de la Bolsa, sede de la Asociación Comercial de Oporto, es hoy una de las principales atracciones turísticas de la ciudad.
Oporto es sede del Jornal de Notícias, uno de los diarios de mayor tirada nacional, y de Porto Editora, una de las mayores empresas editoriales del país, conocida por sus diccionarios y libros escolares.
En Oporto convergen varias carreteras y líneas de ferrocarril, las cuales también contribuyeron en convertir a la ciudad en el principal centro comercial de toda la región norteña de Portugal. A pesar de la progresiva terciarización del centro, la actividad industrial continúa siendo de gran importancia gracias a su cinturón industrial, que alberga fábricas de textiles, calzado, muebles, cerámica, metalurgia, orfebrería y otras actividades fabriles, además de algunas artesanales.
Siendo la ciudad más importante de la altamente industrializada zona del litoral norte de Portugal, muchos de los más importantes grupos económicos del país de diversos sectores —tales como Altri, el grupo Amorim, el Banco BPI, Bial, EFACEC, Frulact, Lactogal, Millennium bcp, Porto Editora, Sonae, Unicer o RAR— tienen su sede en la ciudad de Oporto o en la Gran Área Metropolitana de Oporto.

## Cultura

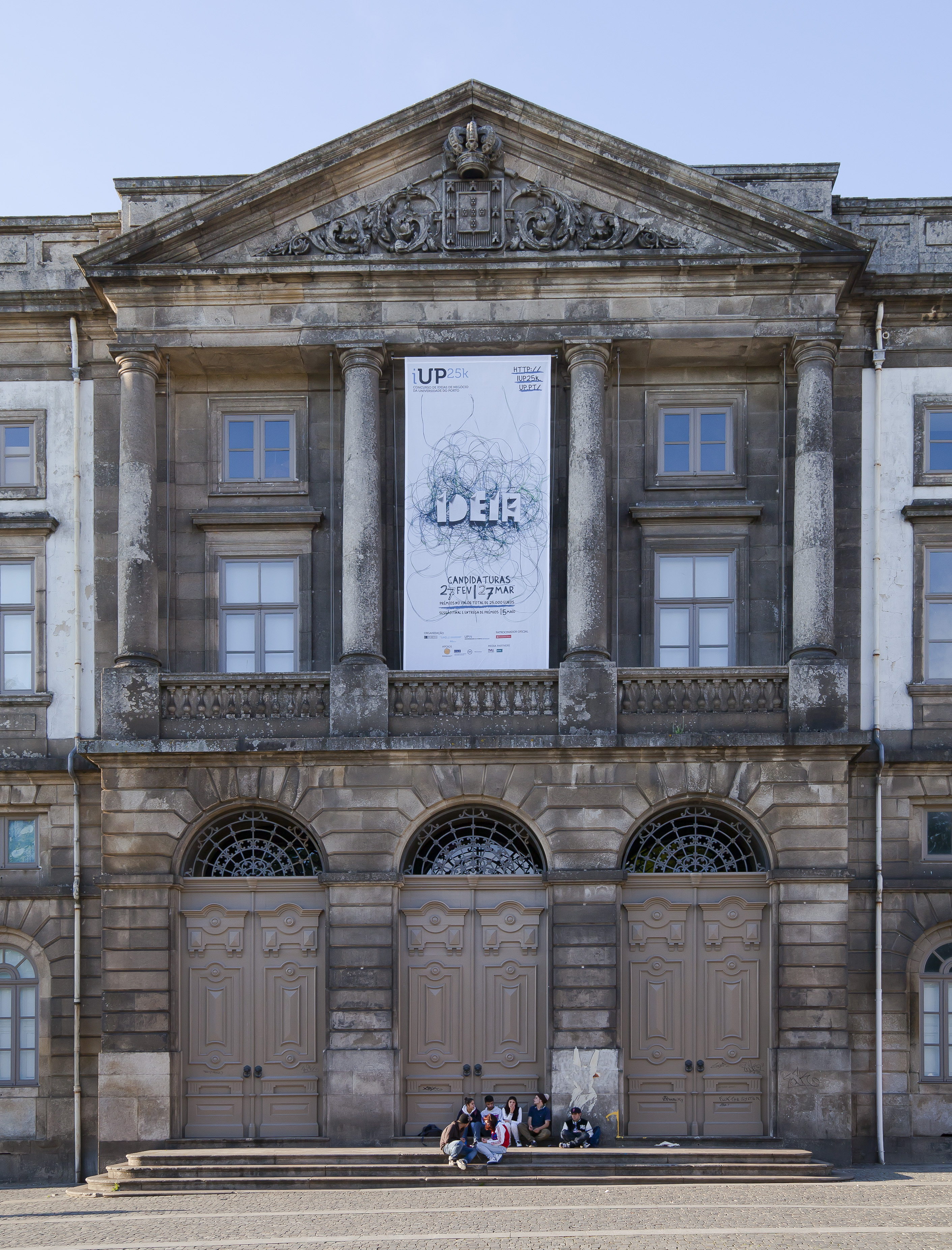
Rectoría de la Universidad de Oporto

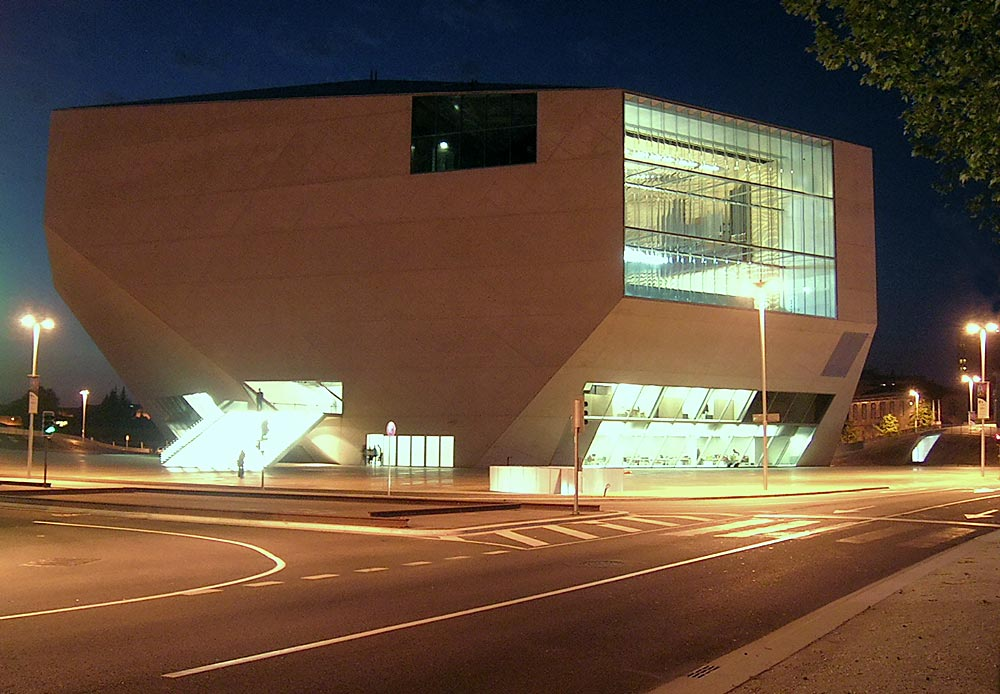
Casa de la Música

La ciudad de Oporto posee diversos espacios culturales de referencia en la región y a nivel nacional. Entre los diversos museos de la ciudad, destaca el Museo de Arte Contemporáneo, uno de los museos más visitados del país, donde también son expuestas obras de arte de varios artistas contemporáneos, al lado de la flora típica de la región norte de Portugal, en el envolvente Parque de Serralves.
La «Casa del Infante», que data del siglo XIII y lugar donde habría nacido el Infante de Sagres, es actualmente museo medieval de la ciudad y archivo distrital. Otras casas-museo incluyen la Casa-Museo Fernando de Castro, la Casa-Museo Guerra Junqueiro, la Casa-Museo Marta Ortigão Sampaio y la Casa-Taller António Carneiro.
Alojado en el edificio de la Alfândega Nova, el Museo de Transportes y Comunicaciones tiene como objetivo mostrar la historia de los transportes y medios de comunicación. El Museo del Carro Eléctrico, instalado en la antigua central termoeléctrica de Massarelos, dispone de una colección de coches eléctricos y remolques que circulaban por la ciudad. Anualmente, organiza un desfile de sus carros eléctricos por las calles de la ciudad, entre Massarelos y Passeio Alegre.
El Museo Nacional Soares dos Reis, creado en 1833 por Pedro IV, incluye gran parte de la obra del escultor. En Oporto existen diversos museos temáticos, de referir: el Museo del Vino de Oporto, el Museo de la Industria, el Museo de Historia Natural, el Museo del Papel Moneda, el Gabinete de Numismática, el Museo de Arte Sacro, el Museo de la Misericordia, el Museo Nacional de la Prensa, Diarios y Artes Gráficas, el Centro Portugués de Fotografía (ubicado en la Cadeia da Relação), el Museo Romántico de la Quinta da Macieirinha, el Museo Militar de Oporto y el Castillo do Queijo, célebre por su mirador, donde se realizan varias exposiciones temporales. Oporto alberga, además, las fundaciones de António de Almeida y de Maria Isabel Guerra Junqueiro y Luís Pinto de Mesquita Carvalho.
Los auditorios culturales de la ciudad son, en su gran mayoría, construcciones de los siglos XIX y XX. La construcción relevante de los últimos años es la Casa de la Música que es considerada la sala musical con mejor calidad acústica del mundo, y es una obra arquitectónica que fue concebida para el evento Oporto Capital de la Cultura 2001 (Oporto 2001), autoría de Rem Koolhaas y aclamada internacionalmente. El Teatro Rivoli, el Teatro Nacional São João y el Teatro Sá da Bandeira son importantes salas de espectáculos, de relevancia histórica y arquitectónica, localizados en el centro de la ciudad. Ahí se localizan, además, otros auditorios, como el Coliseo de Oporto y el Cine-Teatro Batalha, la más destacada e histórica sala de cine de la ciudad, a la que está relacionada la expresión local: vai no Batalha!. Otros teatros de mención son el Teatro do Campo Alegre y el Teatro Helena Sá e Costa, este último es palco de los talentos en formación de la Escuela de Música y Artes del Espectáculo de Oporto.

### Gastronomía

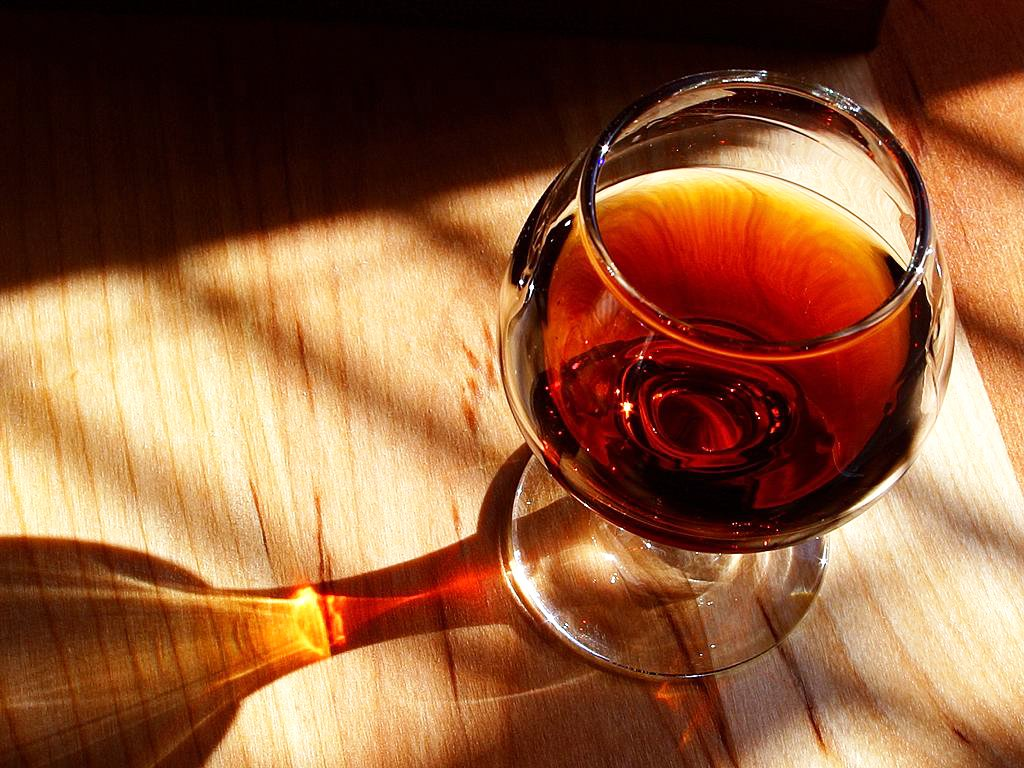
Una copa de vino de Oporto, al cual la ciudad le dio su nombre

Varios platos de la tradicional culinaria portuguesa tuvieron origen en la ciudad de Oporto.
Durante la preparación de la conquista de Ceuta en 1415, los ciudadanos de Oporto entregaron a los expedicionarios toda la carne disponible en la villa, quedándose solo con las tripas. Desde entonces los portuenses reciben el apodo de tripeiros, y es razón por la cual el plato tradicional por excelencia de la ciudad son las tripas à moda do Porto (tripas a la portuense) obligatorio en los mejores restaurantes.
El bacalao, tanto a la Gómez de Sá como a la Zé do Pipo son otros platos típicos nacidos en Oporto y populares en Portugal. La francesinha (francesita) es, de la culinaria reciente, el plato más famoso y consiste en un emparedado relleno de varias carnes, cubierto con queso y una salsa especial (molho de francesinha). La bebida que tiene el nombre de la ciudad es el vino de Oporto, el cual es producido en la región vitivinícola del Alto Douro y exportado internacionalmente desde las cavas que se sitúan en la margen izquierda del río Duero, en Vila Nova de Gaia.

### Fiestas y romerías
- Fiesta de San Juan

### Deporte
Hoy en día, Oporto cuenta con grandes clubes deportivos, siendo los principales el Fútbol Club Oporto que juega en el Estadio do Dragão que por veces ha sido la casa de la selección de fútbol de Portugal en la Liga de Naciones de la UEFA y el Boavista Futebol Clube, quienes también tienen una importante participación en otros deportes como baloncesto y futsal a nivel nacional y en el caso del Fútbol Club Oporto también a nivel internacional. Existen, además, numerosos clubes de menor dimensión, pero con una función social de gran relevancia.
La personalidad deportiva más famosa, natural de la ciudad de Oporto, es la atleta Rosa Mota, vencedora de la medalla de oro de maratón en los Juegos Olímpicos de Seúl y de bronce en los Juegos Olímpicos de Los Ángeles. El futbolista Bruno Alves es también nacido en Oporto, y hoy juega tanto en la selección portuguesa como en el F. C. Oporto.
En la ciudad se organizan muchos eventos deportivos de las más distintas modalidades. De entre ellos, el Maratón de Oporto en atletismo. Oporto fue una de las sedes de la Eurocopa de Portugal en el 2004, y el Estádio do Dragão es uno de los más importantes del país.
Instituciones deportivas, colectividades y asociaciones
- Académico Futebol Clube
- Boavista Futebol Clube
- Clube Fluvial Portuense
- Clube Infante de Sagres
- Futebol Clube do Porto
- Racing Clube de Portugal
- Ramaldense Futebol Clube
- Sporting Clube da Cruz
- Sport Comércio e Salgueiros
- Sport Progresso club
- NDMALO Núcleo de Defensa del Medio Ambiente de Lordelo do Ouro
- Oporto Stars
- Futebol Clube da Foz

### Ciudades hermanadas
- Beira, Mozambique
- Bristol, Reino Unido
- Burdeos, Francia
- Duruelo de la Sierra, España
- Jena, Alemania
- León, España
- Lieja, Bélgica
- Luanda, Angola
- Macao, China
- Mindelo, Cabo Verde
- Montevideo, Uruguay
- Nagasaki, Japón
- Ndola, Zambia
- Neves, Santo Tomé y Príncipe
- Recife, Brasil
- Shanghái, China
- Vigo, España

| Predecesor: Aviñón Bergen Bolonia Bruselas Cracovia Helsinki Praga Reikiavik Santiago de Compostela | Capital Europea de la Cultura junto con Róterdam 2001 | Sucesor: Brujas Salamanca |